# Moklobemid
Moklobemid – lek przeciwdepresyjny z grupy inhibitorów MAO.

## Działanie
Hamuje w sposób odwracalny enzym MAO, głównie typu A. Powoduje to zahamowanie metabolizmu noradrenaliny, dopaminy i serotoniny, co prowadzi do zwiększenia ich poziomu w mózgu. W dużej dawce staje się też inhibitorem MAO typu B. Moklobemid poprawia napęd, likwidując zahamowanie obecne w depresji. Nieco później podnosi nastrój, znosi uczucie wyczerpania i zmęczenia, pomaga w koncentracji, wpływa pozytywnie na samoocenę. Działa już po pierwszym tygodniu leczenia. Metabolizowany jest w wątrobie, wydalany w postaci metabolitów. Ma krótki okres półtrwania, około 1-2 godziny.

## Wskazania
Moklobemid wydany może być tylko na receptę od lekarza. Używany jest do leczenia depresji oraz fobii społecznej. Moklobemid powinno się zażywać po posiłku, w dawkach 300–600 mg podzielonych na 2-3 dawki.

## Interakcje
Moklobemid wchodzi w bardzo rozliczne interakcje i wymaga dużej ostrożności przy łączeniu z innymi lekami. Wiele leków nie może być stosowanych łącznie z tym lekiem, a czasem jest wymagana 14-dniowa przerwa pomiędzy zastosowaniem niektórych leków (np. SSRI, SNRI, mianseryną i innymi lekami przecidepresyjnymi, ponieważ stwarza to zagrożenie wystąpienia zespołu serotoninowego, który może doprowadzić do zgonu). Nie należy podawać łącznie z selegiliną, klomipraminą, tramadolem, petydyną i preparatami zawierającymi dekstrometorfan. Inhibitory MAO mogą niebezpiecznie wzmacniać działanie pochodnych tryptaminy oraz fenyloetyloaminy. Moklobemid może także nasilać działanie niektórych opioidów.
Zalecane jest przyjmowanie leku po posiłkach w celu zmniejszenia prawdopodobieństwa interakcji z tyraminą. Do produktów o dużej zawartości tyraminy należą: ryby wędzone, niektóre gatunki sera, czekolada, wino, piwo, produkty drożdżowe, soja. Podczas leczenia należy unikać tych pokarmów.
Przed zastosowaniem należy zawsze przeczytać ulotkę dołączoną do leku i / lub skonsultować się z lekarzem.
Ponieważ lek w depresji z zahamowaniem działa w pierwszej kolejności odhamowująco a poprawa nastroju występuje później – należy wnikliwie obserwować pacjenta w pierwszym etapie leczenia z uwagi na ryzyko samobójstwa.

## Nazwy handlowe
- Aurorix ®
- Mobemid ®
- Mocloxil ®
- Moklar